# Martin Ortmeier

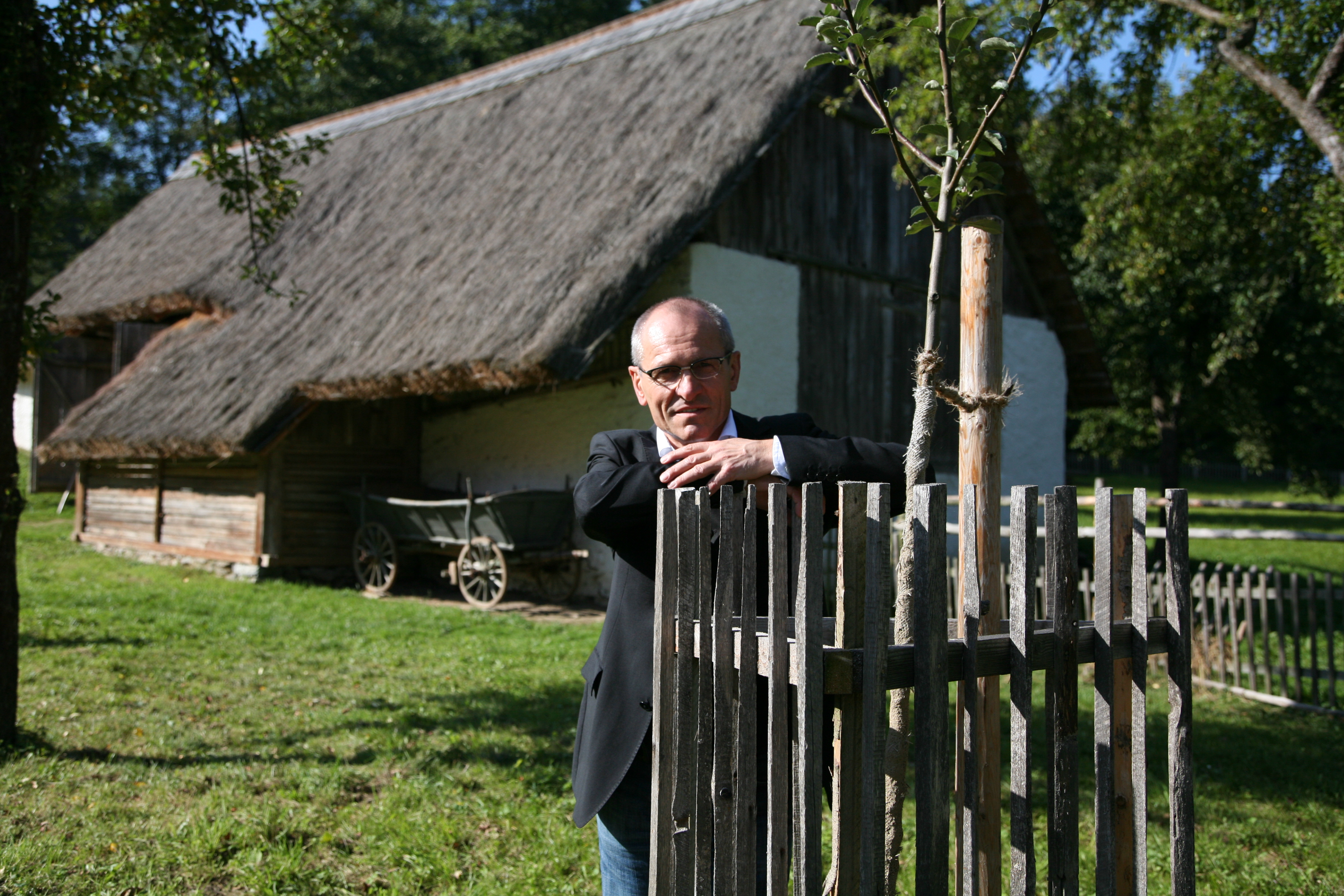
Martin Ortmeier im Muzeum Vodní mlýn Hoslovice, 2011

Martin Ortmeier (* 24. Juni 1955 in Passau) ist ein deutscher Kunsthistoriker und Germanist. Als Autor ist er kunsthistorisch, sachvolkskundlich und belletristisch tätig. Er wirkt als Kurator von Ausstellungen zur regionalen zeitgenössischen bildenden Kunst und zur Alltagsgeschichte.

## Leben und Wirken
1982 schloss Martin Ortmeier die Ausbildung zum Industriekaufmann mit dem Gesellenbrief ab. Zugleich studierte er Kunstgeschichte, Germanistik und Theoretische Linguistik in Regensburg, München und Passau. 1983 wurde er an der Universität München in Kunstgeschichte mit summa cum laude promoviert.
An den Bistumsmuseen Regensburg war Ortmeier von 1983 bis 1984 als Wissenschaftlicher Mitarbeiter tätig. Von 1984 bis 2019 leitete er die Niederbayerischen Freilichtmuseen Massing und Finsterau.
In der ländlichen Hausforschung für Niederbayern war er wegbereitend. Er förderte die Zusammenarbeit niederbayerischer, süd- und westböhmischer und oberösterreichischer Heimat- und Regionalmuseen, u. a. des Oblastní muzeum v Chomutově (CZ), des Muzeum středního Pootaví Strakonice (CZ) mit der historischen Vodní mlýn Hoslovice und des Pramtalmuseumsvereins (OÖ). 2017 hat er die Translozierung des Paul Friedl-Geburtshauses in das Freilichtmuseum Finsterau veranlasst.
In den süddeutschen Freilicht- und Heimatmuseen hat er an der Durchsetzung temperierter und ungezieferdichter Sammlungsdepots mitgewirkt. 2007 erhielt das von ihm konzipierte Depot des Freilichtmuseums Massing den Bayerischen Museumspreis (Sonderpreis) 2007.
An der Universität Passau war er von 1989 bis 1999 Lehrbeauftragter für Sachvolkskunde und Museumskunde. Von 2012 bis 2018 war er Vorsitzender des Kulturbeirats der Stadt Passau, von 2001 bis 2019 Sprecher der ARGE Ausstellung Süddeutscher Freilichtmuseen, von 2014 bis 2021 Präsident des Kunstvereins Passau e. V.
2020 wurde er in den Aufsichtsrat der Museum Moderner Kunst – Wörlen gemeinnützige GmbH, außerdem in den Stiftungsrat für die Stiftung Wörlen – Museum Moderner Kunst berufen.
Seit 2000 ist Martin Ortmeier für den Kunstverein Passau Herausgeber der Passauer Kunst Blätter. Für die Freilichtmuseen Finsterau und Massing hat er mehrere sachvolkskundliche Leitfäden zur wissenschaftlichen Inventarisierung herausgegeben.

## Ehrungen
- 2023 Ehrenpräsident des Kunstvereins Passau[6]

## Schriften (Auswahl)
Kunstgeschichte

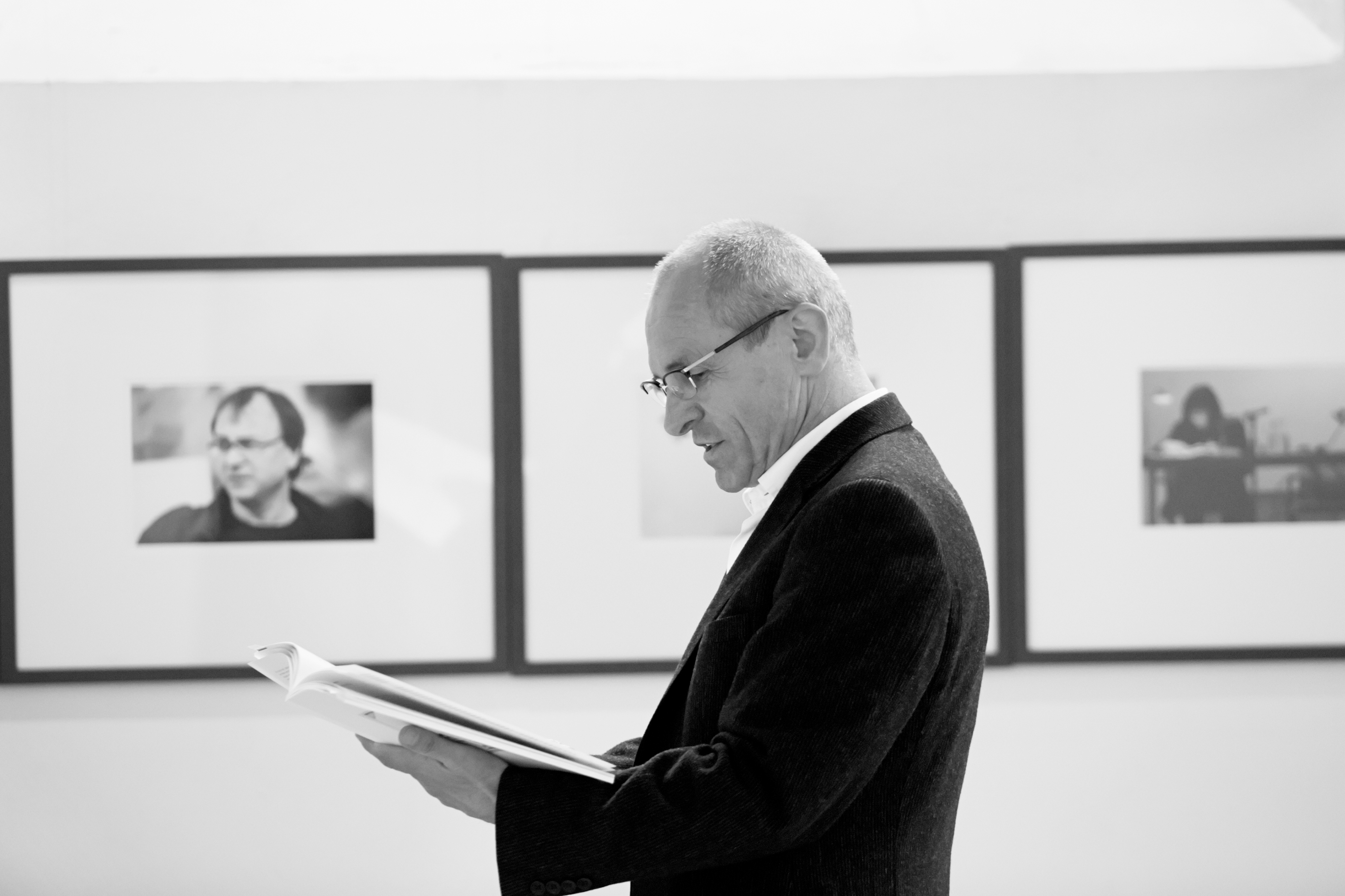
Martin Ortmeier: Lesung aus dem Landstrich im Kubin-Haus, 2014

- Vom Durchschauen des Bildes. Wirklichkeitsvergewisserung durch Fiktion und deren Auflösung durch Handeln. Zu einem Gespräch mit Fünfjährigen über das Buch von Monique Felix: „In diesem Buch steckt eine Maus…“. In: Jugend und Buch[7], Nr. 3, S. 14–16
- Der Stein des Anstoßes. Über die Grundkategorien der plastischen Bildnerei anhand der namenlosen Granitskulptur an der Universität Passau. (Vortrag an der Universität Passau zu einer Skulptur von Herbert Peters, 14. Dezember 1982.) In: Ostbairische Grenzmarken. Passauer Jahrbuch für Geschichte, Kunst und Volkskunde, Bd. 25 (1983), S. 137–155
- Der Primitivismus moderner Malerei. Eine gattungs- und rezeptionstheoretische Studie. München 1983 (Dissertation)
- Ein Sachverhalt an der Wand – Pia Mühlbauers Monumentalgemälde im Gebäude der juristischen Fakultät der Universität Passau. In: Passauer Kunst Blätter 29 (1-2002), S. 20–21
- Im Vertrauen. Von der Haltung des Lichtbildners Bruno Mooser. In: Bruno Mooser. Rückspiegel, Niederbayern diesseits und jenseits. Straubing 2003, S. 5–12
- Das dörfliche Fest – Ein Epochenwerk von Jean Dubuffet. In: Passauer Kunst Blätter 36/2 (2005), S. 22–25
- Nerud – Illustrationen zu Hemingways „Der alte Mann und das Meer“. In: Passauer Kunst Blätter 41 (2008), S. 22–26
- Schau mich an! – Wirklichkeit und Radierkunst bei Michel Ciry. Regarde-moi! – Réalité et art de la gravure chez Michel Ciry (frz. von Vèronique Otto). In: Michel Ciry. Graphiken – L’oeuvre graphique. Passau 2010, S. 24–39
- Draußen–venku. Kunst im öffentlichen Raum in Südwest-Böhmen und Niederbayern 1990–2010 / Umění ve veřejném prostoru v jihozápadních Čechach a Dolním Bavorsku 1990–2010. Klattau/Klatovy 2011 (hrsg. mit Marcel Fišer)
- Walter Mauder 1913–1999. Passau 2014 (hrsg. mit Philipp Ortmeier)
- Josef Opitz in Finsterau 1946–1953. In: Gubíková, Renáta; Prontekerová, Markéta (Hrsg.): Josef Opitz a umění na Chomutovsku a Kadaňsku 1350–1590 – Josef Opitz und die Kunst im Komotauer und Kaadner Land 1350–1590. Komotau 2015, S. 84–103
- Der Eine und der Andere. Was im Bild ist und was nicht im Bild ist bei Michel Ciry. In: Museum am Dom & Künstler Seelsorge (Hrsg.). Michel Ciry (1919–2018). Licht und Schatten – ombre et lumière. Passau 2019, S. 9–13, ISBN 978-3-9814416-7-3
- Das Wutbuch von Paul Lankes, ein Kreuzweg. In: Passauer Jahrbuch. Beiträge zur Geschichte, Geographie und Kultur Ostbaierns, 61 (2023), S. 255–285
- Otto Zieske – Gemälde einer Donau-Urfahr. In: Passauer Jahrbuch. Beiträge zur Geschichte, Geographie und Kultur Ostbaierns, 66 (2024), ISSN 1862-3212, S. 275–288

Sachvolkskunde
- Straßenbau in historischer Technik. Bericht über ein Unternehmen des Freilichtmuseums Finsterau. In: Martin Ortmeier und Susanne Preußler. Steinreich… Granit im Bayerischen Wald. Landshut 1986, ISBN 3-9800400-6-2, S. 53–61
- Bauernhäuser in Niederbayern. Passau 1989
- Bauernhäuser in Südböhmen – Jihočeská lidová architektura. Passau 1992 (Hrsg.)
- Das „Rottaler Bauernhaus“. In: Niederbayern. Bauernhäuser in Bayern. Dokumentation Band 5, hrsg. von Baumgartner, Georg und Helmut Gebhard. München 1995, S. 89–96
- Granit. Landshut 1997 (hrsg. mit Winfried Helm)
- Per Handschlag. Die Kunst der Ziegler. Landshut 1997 (Hrsg.)
- Das allernächste Bayern. Ziegler aus Friaul in Niederbayern. In: Fremde auf dem Land, hrsg. von Hermann Heidrich, Martin Ortmeier u. a., Bad Windsheim 2000, ISBN 3-926834-43-9, S. 249–260
- Millionenbauern. Bäuerlicher Graphitbergbau im Unteren Bayerischen Wald. Landshut 2001 (hrsg. mit Winfried Helm)
- Schee is gwen, owa hirt. Alte Bilder aus dem Bayerischen Wald. Amberg 2003; überarbeitete 6. Auflage, Regenstauf 2022, ISBN 978-3-95587-815-3
- Inwendiger Höhepunkt. Die Wiederherstellung der Holzkapelle aus Schwolgau im Freilichtmuseum Finsterau. In: Kulturarbeit und Kirche. Festschrift Msgr. Dr. Paul Mai zum 70. Geburtstag (= Beiträge zur Geschichte des Bistums Regensburg. Band 39), hrsg. von Werner Chrobak und Kurt Hausberger, Verlag des Vereins für Regensburger Bistumsgeschichte, Regensburg 2005, S. 585–591
- Herent und drent. Alte Bilder aus dem Bayerischen Wald und dem Böhmerwald. Amberg 2008
- Steinreich. Granitene Zeugen zwischen Donau und Böhmerwald. Passau 2010 (hrsg. mit Winfried Helm)
- Wiesenwässerung durch Berieseln. Die Wührgräben im Hinteren Bayerischen Wald, die Wasserschöpfräder an der Regnitz und die gebräuchlichen Werkzeuge der Wässerwiesenwirtschaft. In: Gutes Wetter – Schlechtes Wetter, hrsg. von Birgit Angerer, Renate Bärnthol u. a. Finsterau 2013, S. 195–212
- Passau im Lichtbild. Perlen aus dem Archiv. Passau 2017
- Seinerzeit auf dem Land. Alte Bilder von Frauenalltag und Männerwelt in Ostbaiern. Regenstauf 2018

Museologie
- Straßenbau in historischer Technik. Bericht über ein Unternehmen des Freilichtmuseums Finsterau. In: Martin Ortmeier und Susanne Preußler: Steinreich… Granit im Bayerischen Wald. Landshut 1986, ISBN 3-9800400-6-2, S. 53–61
- Das temperierte Zentraldepot im Freilichtmuseum Finsterau. In: Museum heute. Fakten – Tendenzen – Hilfen. München 1993, H. 5, S. 12–17
- Probleme eines Museums ohne Konzept – Das Beispiel Freilichtmuseum Massing. In: Museumsblatt. Mitteilungen aus dem Museumswesen Baden-Württembergs, 1994, H. 13, S. 33–35
- Das temperierte Zentraldepot im Freilichtmuseum Massing. Eine Grundausstattung 33 Jahre nach der Museumsgründung. In: Museum heute. Fakten – Tendenzen – Hilfen. München 2003, H. 24, S. 23–29
- Pragmatischer Leitfaden zur Inventarisierung einfacher Korbwaren. Landshut 2012, ISBN 978-3-940361-08-0
- Initiative und Ausdauer – Vierzehn Jahre Praxis im Depot des Freilichtmuseums Massing. In: Wolfgang Stäbler, Alexander Wießmann (Hrsg.): Gut aufgehoben. Museumsdepots planen und betreiben. Berlin und München 2014, S. 185–189
- Verstreute Quellen zur Gründungsgeschichte des Freilichtmuseums Finsterau. In: Passauer Jahrbuch. Beiträge zur Geschichte und Kultur Ostbaierns 57 (2015), S. 219–226
- 20 Jahre ARGE Ausstellung Süddeutscher Freilichtmuseen. In: Volk Heimat Dorf. Ideologie und Wirklichkeit im ländlichen Bayern der 1930er und 1940er Jahre, hrsg. von Birgit Angerer, Renate Bärnthol u. a. Petersberg 2016, S. 13–21
- Fördermaßnahmen im Freilichtmuseum Finsterau 1984–2018. In: Passauer Jahrbuch. Beiträge zur Geschichte und Kultur Ostbaierns 60 (2018), S. 193–204
- Vom Niederbayerischen Bauernhofmuseum Massing im Rottal zum Freilichtmuseum Massing – 50 Jahre Geschichte eines Heimatmuseums. In: Passauer Jahrbuch. Beiträge zur Geschichte und Kultur Ostbaierns 61 (2019), S. 275–292

Belletristik
- Wenn Dienstboten schreiben und lesen können. Zunächst war Notburga nur eine kluge Hauswirtschafterin und ein guter Mensch. In: Passauer Bistumsblatt, Nr. 38, 21. September 2003, S. 18–19[8]
- Lateinlehrer Hiermoser, Spitzname Hieronymus. Nicht jeder hat Gelegenheit ein Heiliger zu werden, aber mancher hätte das Zeug dazu. In: Passauer Bistumsblatt, 2004, Nr. 40, S. 18f.
- Warum keine Frauen an der Krippe standen. Erzählungen. Passau 2005
- Autohof Hengersberg. In: Landstrich. Eine Kulturzeitschrift, Nr. 22 (2006): Zu zweit, S. 75–80
- Wie ich Harry Potter traf. In: Passauer Bistumsblatt, 2006, Nr. 16, S. 21
- Huadersautreiben. In: Landstrich. Eine Kulturzeitschrift, Nr. 24 (2008): Abseits, S. 21–27
- Damals in Bogotá. In: Landstrich. Eine Kulturzeitschrift, Nr. 32 (2016): auf und ab, S. 22–24
- Auf Hundswache. In: Landstrich. Eine Kulturzeitschrift, Nr. 37 (2021): und immer wieder, S. 100–104
- Durchstarten. In: Landstrich. Eine Kulturzeitschrift, Nr. 38 (2022): Zu guter Letzt, S. 84–87